# Captivity
Captivity és una pel·lícula de terror del 2007 del subgènere "torture porn", dirigida per Roland Joffé, escrita per Larry Cohen i Joseph Tura, i protagonitzat per Elisha Cuthbert i Daniel Gillies. Considerada una entrada a un subgènere popularitzat per sèries de pel·lícules com Hostel i Saw, la pel·lícula se centra en una jove model (Cuthbert) que és segrestada i torturada psicològicament per agressors desconeguts. ha estat doblada al català.

## Argument
Jennifer Tree és una model de moda en ascens. En una nit sola, Jennifer és perseguida i drogada. Es desperta en una cel·la que conté objectes personals trets del seu apartament. A Jennifer se li mostren gravacions de víctimes que van ser torturades a la mateixa cel·la, així com registres de les seves entrevistes. Ella crida i demana que la deixin anar, però ningú respon.
Jennifer està sotmesa a diverses formes de tortura psicològica. Aleshores descobreix que un jove, Gary Dexter, està presoner en una cel·la contigua. Els dos es posen en contacte i intenten trobar una escapada. Tots dos arriben a un garatge que conté un vehicle, però són noquejats pel gas adormit. Jennifer es desperta a la seva cel·la i veu una gravació de Gary sent amenaçat a la seva cel·la. Després, és llançat a la seva cel·la. Ella s'acosta a ajudar-lo i ells procedeixen a mantenir relacions sexuals.
Després que Jennifer begui una ampolla d'aigua drogada i s'adormi, Gary es desperta i surt de la cel·la. Es revela que Gary i el seu germà gran, Ben, tenen Jennifer captiva a casa seva; és l'última de diverses dones a les quals han segrestat per tornar a representar les tortures que la seva mare els va infligir de nens. En Gary s'uneix a Ben i li diu que s'està enamorant de Jennifer, després apunyala el seu germà. Mira gravacions d'ell assassinant la seva mare.
Gary és interromput per dos detectius que busquen Ben. Tot i que en Gary els va dir que el seu germà no és a casa, els dos entren a la casa. Després de veure accidentalment el vídeo de vigilància de Jennifer a la seva habitació, Gary els dispara a tots dos.
Gary torna a la cel·la de Jennifer i li diu que ha matat els perpetradors i que poden marxar. Ell posa a Jennifer a una habitació i li diu que s'hi quedi. Un dels detectius, després d'haver sobreviscut a la ferida de bala, li salta. Confonent-lo amb el seu captor, ella el mata amb un bat de beisbol. Aleshores descobreix les fotos incriminatòries amb en Gary. Ben, que va sobreviure a l'apunyalament, l'ataca, i ella també el mata.
Jennifer busca a través d'una de les butxaques dels detectius. Gary la troba i diu que l'ajudarà a netejar el desastre. Quan ell abaixa la guàrdia, ella el ruixa amb esprai de pebre i fuig, sabotejant el sistema elèctric de la casa. Finalment, Jennifer mata amb èxit en Gary. Descobreix una finestra que dona a l'exterior i se'n va.

### Final alternatiu
El final original de la pel·lícula, mostrat íntegrament al DVD, representa un home capturat i torturat amb àcid abans de ser assassinat amb un martell. A través de retalls de premsa, es mostra que l'home és un assassí en sèrie de dones, i es revela que el seu agressor és Jennifer, que ha adaptat els mètodes dels seus antics captors per convertir-se en una vigilant que tortura i mata criminals. Aquest final es va reeditar i es va utilitzar com a seqüència introductòria al tall final.

## Repartiment
- Elisha Cuthbert com a Jennifer Tree
- Daniel Gillies com a Gary Dexter
  - Remy Thorne com el jove Gary
- Pruitt Taylor Vince com a Ben Dexter
  - Elijah Runcorn com el jove Ben
- Michael Harney com a detectiu Bettigey
- Laz Alonso com el detectiu Di Santos
- Maggie Damon com a detectiu Susan Ludlen

## Reedició
La fundadora d'After Dark Films i actual cap Courtney Solomon va tornar a editar el concepte original de Captivityt per afegir més gore i violència per agradar al públic estatunidenc. En una declaració, es creu que Solomon va afirmar que sentia que la pel·lícula no era prou horrible per a una "pornografia de tortura". Va sentir que el canvi aportaria més diners per a la pel·lícula, després de notar l'èxit de Hostel; tanmateix, la pel·lícula va tenir un mal rendiment a la taquilla. Més tard, Solomon va publicar un comunicat dient: "És excessiu. Crec que el públic ha dit:" Ja n'he tingut prou. És tan senzill com això."
La versió original de Captivity només es va publicar a Espanya, Argentina i el Regne Unit.

## Controvèrsia publicitària
After Dark Films va publicar diverses imatges controvertides que representen escenes promocionals de la pel·lícula a Los Angeles i Nova York, on es van mostrar en cartells publicitaris i taxis. L'anunci consistia en imatges que implicaven el segrest, la tortura i el presumpte assassinat d'un personatge femení. Els testimonis ofesos aviat van presentar queixes a After Dark, que va afirmar que havia estat un error i va explicar que el concepte era només una de les diverses idees de treball que s'estaven considerant per al màrqueting al públic en general. Segons la productora executiva Courtney Solomon, que va parlar en nom d'After Dark, se suposa que no s'havia aprovat; va seguir dient: "Per ser sincer amb tu, no sé on va passar la confusió ni qui és el responsable."
"Aquesta pel·lícula es va fer en associació amb After Dark Films. La naturalesa de l'associació permet a After Dark l'autonomia dels seus materials de màrqueting i, per tant, no vam veure ni aprovar aquesta cartellera abans de publicar-la", va dir Peter Wilkes, cap de relacions amb inversors de Lionsgate. "Un cop coneixedors dels materials i la reacció davant d'ells, de seguida vam demanar a After Dark que retirés les cartelleres, a les quals van respondre immediatament i de manera cooperativa".
Joss Whedon s'ha convertit en la cara pública d'un moviment dirigit a eliminar la classificació MPAA de la pel·lícula, d'acord amb les directrius de la MPAA que estableixen que qualsevol pel·lícula que utilitzi publicitat que no hagi estat aprovada per la MPAA (en aquest cas, la publicitat va ser expressament desaprovada) possiblement perdrà el seu dret a ser puntuada. Segons l'escriptor Joey Soloway, que dirigeix el lloc web Remove the Rating, el mateix Solomon va ser el responsable dels anuncis en qüestió, repassant el disseny amb un detall extrem, i, per tant, està sent fals a la cita anteriorment citada. La MPAA va emetre una sentència amb data 28 de març de 2007, que deia que, com a càstig, no consideraria la qualificació de la pel·lícula almenys fins al 30 d'abril, fent que la data d'estrena del 18 de maig fos menys probable. (perquè llançar la pel·lícula "sense classificar" afectaria molt el seu potencial per vendre entrades). La MPAA també, en un moviment sense precedents, exigeix que aprovin la col·locació de tots els propers anuncis de la pel·lícula.

## Estrena

### Recepció crítica
Captivity es va estrenar el divendres 13 de juliol de 2007. La pel·lícula té un 9% d'aprovació a Rotten Tomatoes basat en 78 crítiques. El consens del lloc diu: "A falta d'ensurts o visió psicològica, Captivity és una entrada llunyana en el subgènere de la 'tortura pornogràfica'". El crític online James Berardinelli li va donar una qualificació de zero estrelles, afirmant que no hi ha "res que es pugui bescanviar aquí. No és tens ni espantós; només és dement". Bloody-Disgusting named the film as the "worst horror film of 2007". Joe Leydon de Variety va escriure que probablement serà recordada més per la polèmica de la cartellera que per la seva trama, però encara genera "modest suspens després d'un gir de la trama previsible però efectiu".
Mark Kermode va descriure la pel·lícula com un "excrement brut, desagradable, de mala qualitat i infantil".
L'actuació d'Elisha Cuthbert va ser nominada tant per als Teen Choice Award i un Premi Razzie a la Pitjor actriu. També va guanyar nominacions a Razzie al Pitjor director i a la pitjor excusa per a una pel·lícula de terror però els va perdre davant I Know Who Killed Me.

### Taquilla
La pel·lícula va recaptar 1.429.100 dòlars el cap de setmana d'estrena i la va situar al número 12 de la taquilla dels Estats Units. Al final de la seva tirada, la pel·lícula havia recaptat 10.921.200 dòlars.

## Mitjans domèstics
La pel·lícula es va estrenar en DVD el 30 d'octubre de 2007.